# Blakea vallensis
Blakea vallensis är en tvåhjärtbladig växtart som beskrevs av John Julius Wurdack. Blakea vallensis ingår i släktet Blakea och familjen Melastomataceae.
Artens utbredningsområde är Colombia. Inga underarter finns listade i Catalogue of Life.